# Via dei Condotti
La Via dei Condotti (més sovint coneguda simplement per Via Condotti) és un dels carrers més famosos de la ciutat de Roma. A l'època de l'antiga Roma va ser un dels carrers que creuaven l'antiga Via Flamínia i permetia que les persones que creuaven el Tíber arribessin al turó del Pincio. Va de la Piazza di Spagna a la Via del Corso i pren el nom dels conductes o canals que porten l'aigua a les Termes d'Agripa.
El Caffé Greco (o Antico Caffé Greco), potser el més famós de Roma, es va establir al número 84 del carrer el 1760, i va atraure figures com Stendhal, Goethe, Lord Byron, Keats i Liszt, que hi anaven a prendre cafè. Guglielmo Marconi, l'inventor de la ràdio, va viure al número 11 fins a la seva mort.
A causa de la seva proximitat amb la Piazza di Spagna, el carrer és visitat per un gran nombre de turistes. Com a anècdota, cal destacar que, el 1989, el dissenyador de moda Valentino va recórrer sense èxit als tribunals per tractar d'impedir l'obertura d'un McDonald's prop de la Piazza di Spagna, queixant-se del «soroll i les olors repugnants» a prop de Via Condotti.
Via Condotti és el centre dels comerços de moda a Roma. Sovint comparat amb el Passeig de Gràcia de Barcelona o la Place Vendôme de París, per la aglomeració de botigues de grans marques. Des que s'hi va inaugurar, el 1905, el taller de Bulgari. Ara, a més de Valentino, altres dissenyadors com Armani, Hermès, Cartier, Louis Vuitton, Fendi, Gucci, Prada, Chanel, Dolce & Gabbana i Ferragamo tenen botigues a la Via Condotti. D'altres, com Laura Biagiotti, hi tenen les seves oficines.